# Haymarket (Virginie)
Pour les articles homonymes, voir Haymarket (homonymie).
La ville américaine de Haymarket est située dans le comté de Prince William, dans l’État de Virginie. En 2020, sa population s’élevait à 1 552 habitants.

## Source
- (en) Cet article est partiellement ou en totalité issu de l’article de Wikipédia en anglais intitulé « Haymarket, Virginia » (voir la liste des auteurs).